# Enevold Brandt

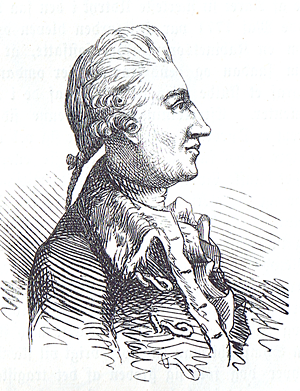
Enevold Brandt

Enevold Brandt (ur. 1738, zm. 28 kwietnia 1772) – duński polityk i prawnik. Po zakończeniu studiów prawniczych został w 1764 r. asesorem. Jego karierę na dworze wspierał Gustav Frederik Holck-Winterfeldt. Gdy w 1770 r. władzę w państwie przejął Johann Friedrich Struensee, został jego stronnikiem. Skończyło się to dla niego tragicznie, gdyż po upadku (styczeń 1772) skandalizujących rządów znienawidzonego przez arystokrację Struensee'go, został ścięty razem z nim.
29 stycznia 1771 został odznaczony ustanowionym tego dnia Orderem Matyldy.